# 德島城
德島城是位於日本德島縣德島市德島町的城堡，江戶時代是蜂須賀氏的居城。為日本國家指定史跡、名勝（表御殿庭園）。

## 概要
德島城位於JR德島站北方，在德島市中心的位置。在吉野川河口附近中州位置海拔61米的城山建造的梯郭式平山城。以吉野川支流助任川、福島川、新町川、寺島川作城的外堀。

## 結構

### 天守
天守在元和年間被破壞。之後在城山中的東二之丸建造御三階櫓。

### 太鼓櫓及月見櫓
太鼓櫓及月見櫓是大手口兩邊建造的兩座櫓（在鷲之門附近），太鼓櫓是一塵三重四層天守。在最上層有外廻縁高欄，目的是觀賞景色之用。

### 鷲之門
鷲之門現時位於德島中央公園的大型醫藥門。在江戶時代蜂須賀氏增築鷲之門為城堡的正門。1945年在德島大空襲中燒毀。1989年紀念德島實行市制100周年重建而成另外城門因交通道路影響較以往位置有變。

## 歷史

### 鎌倉時代至江戶時代
鎌倉時代由伊予國地頭河野氏支配。1385年（至德2年）討伐四國地方的南朝勢力，細川賴之，在城山築起小規模城堡。在戰國時代，城主因戰爭經常更變，1582年（天正10年）土佐國大名長宗我部元親攻擊阿波國，成為了長宗我部氏的領地。
1586年豐臣秀吉進行四國征伐完畢後主行論功行賞，當中阿波國領地由蜂須賀家政獲得18萬6千石的領地。初時蜂須賀氏在附近的一宮城作為根據地。不久就在附近建造平山城，翌年完成。江戶時代是德島藩的藩廳，直到明治維新為止。

### 明治時代之後
1869年版籍奉還後被廢城。1875年除了鷲之門外，其他城堡的建築物被拆去。1905年為紀念日本在日俄戰爭取勝，在德島城原址建造德島公園，開放給一般市民。
1941年表御殿庭園被列入為國家指定名勝。1945年當時唯一現存的鷲之門在德島大空襲中燒毀。1989年將表御殿外郭鷲之門復元，開放德島城博物館。
2006年1月26日列入為日本國家指定史跡。同年4月6日，在日本100名城中，排第76名。

## 關連項目
- 勝瑞城

## 外部連結
- 德島中央公園